# Anna Johansson-Visborg
Anna Sofia Johansson-Visborg, född Johansson 10 november 1876 i Beatebergs församling, död 7 augusti 1953 i Bromma församling i Stockholm, var en svensk fackföreningsledare, socialdemokratisk kommunalpolitiker samt fastighets- och biografägare.

## Biografi
Anna Johansson-Visborg arbetade som servitris, bryggeriarbeterska och kassör samt sedan som försäkringsinspektör i försäkringsbolaget De Förenade. 
Hon var en av grundarna av den första svenska fackföreningen för bryggeriarbeterskor (1901), senare avd. 15 i Svenska bryggeriarbetareförbundet, de fackliga kvinnornas samorganisation i Stockholm, senare Stockholms fackliga centralorganisations kvinnosektion och Kooperativa kvinnogillesförbundet. Hon var också ordförande för dessa organisationer och i skandinaviska fackliga kvinnornas studiekommitté. 
Hon organiserade även sömmerskor, städerskor och baderskor fackligt. Hon var ordförande i Bryggeriarbetareförbundets avdelning 15 i Stockholm 1902–1935, förbundsstyrelseledamot i Bryggeriarbetareförbundet 1906–1935, ordförande i Kooperativa Kvinnogillet 1907–1938. Hon var ombud vid samtliga partikongresser mellan 1908 och 1952 med undantag för åren 1917, 1940 och 1944. Hon var ombud vid samtliga LO-kongresser 1906–1951 med undantag för 1936 och 1942.
Hon var ledamot i Stockholms stadsfullmäktige 1916–1950 med flera kommunala nämnduppdrag, styrelseledamot i Stockholms arbetarekommun 1911–1933 och i Sveriges socialdemokratiska kvinnoförbund från dess bildande 1920 till 1924. Hon var den första kvinnan i stadskollegiet. 
Som fastighetsägare investerade hon i det hyreshus som innehöll biografen Flamman vid Hornstull i Stockholm. Byggnaden uppfördes av storbyggmästaren Olle Engkvist efter ritningar av Uno Åhrén och stod klar i början av 1930.
Hon var gift med direktör Sven Visborg (1885–1957). Makarna lät 1921 bygga Bromma-Teatern. De är begravda på Sandsborgskyrkogården i Stockholm.

## Utmärkelser
- Illis Quorum, 1945

## Stiftelser
Anna Johansson-Visborg tog initiativ till två stiftelser som är fristående från varandra:
- Stiftelsen Anna Johansson-Visborgs minne. Bakgrunden till denna stiftelse är att många medlemmar i Fackliga Kvinnliga Samorganisationen trots sin rätt till ledighet och rekreation arbetade under sin semester. De som kunde ta ut ledigheten hade oftast inte råd att resa bort eller ta in på pensionat. Anna Johansson-Visborg föreslog på 1920-talet att ett antal stugor skulle hyras i norra Skuru och det utmynnade i att villan Torehäll (18 rum och kök) och ett stycke mark inköptes. På marken uppfördes stugor och 1928 startades den s.k. Semesterhemsföreningen genom vilken kvinnor kunde få hyra stugor för semester. Semesterhemsföreningen övergick 1946 i den då nybildade Stiftelsen Anna Johansson-Visborgs minne.[10] Stiftelsen hyrde ut semesterbostäder till kvinnor ur låglönegrupper utan förmögenhet och till ensamstående kvinnor utan barn, eller med barn upp till 20 år som studerar. Sedan Kammarkollegiet beviljat stiftelsen permutation är stiftelsen sedan 2019 avkastningsstiftelse som delar ut bidrag till behövande. "Stiftelsens målgrupp är främst lågavlönade, kvinnor utan egen förmögenhet. Bidrag utgår i första hand till semester och rekreation, men även till andra typer av liknande resor och aktiviteter relaterade till semester och rekreation".[11] Vad som skall hända med marken och stugorna är för närvarande oklart.
- Anna Johansson-Visborgs stiftelse. Stiftelsen bildades 1944. I sitt fackliga arbete kom Anna Johansson-Visborg i kontakt med många kvinnor som bodde i inackorderingsrum och tillfälliga bostäder. Anna bildade därför en ekonomisk förening i vilken man kunde köpa andelar i ett planerat kvinnohus. 1946 var detta hus, Kvinnohuset, i Stadshagen färdigt. Annas syfte med stiftelsen var att hjälpa kvinnor – framför allt bryggeriarbeterskor, vilkas villkor hon väl kände till – att få en bra bostad till ett rimligt pris. Anna ansåg att kvinnorna måste ha utbildning för att kunna hävda sig på arbetsmarknaden och i samhället. Inom stiftelsens ram avsattes därför även ett penningbelopp som skulle användas till utbildning eller understöd till behövande.[12] Stiftelsen äger f.n. sju fastigheter i Stockholm. Omkring en tredjedel av lägenheterna förmedlas till bryggeriarbetare i Stockholmsområdet. Övriga lägenheter förmedlas genom Bostadsförmedlingen. Vidare delar stiftelsen ut utbildningsstipendier och julklappsbidrag.[13]